# Burtî, Kaharlîk
Burtî (în ucraineană Бурти) este localitatea de reședință a comunei Burtî din raionul Kaharlîk, regiunea Kiev, Ucraina.

## Demografie
Componența lingvistică a localității Burtî
     Ucraineană (97,25%)
     Rusă (2,46%)
     Alte limbi (0,29%)
Conform recensământului din 2001, majoritatea populației localității Burtî era vorbitoare de ucraineană (97,25%), existând în minoritate și vorbitori de rusă (2,46%).